# Nijîlovîci, Makariv
Nijîlovîci (în ucraineană Ніжиловичі) este o comună în raionul Makariv, regiunea Kiev, Ucraina, formată numai din satul de reședință.

## Demografie
Componența lingvistică a comunei Nijîlovîci
     Ucraineană (97,04%)
     Rusă (2,01%)
     Alte limbi (0,71%)
Conform recensământului din 2001, majoritatea populației comunei Nijîlovîci era vorbitoare de ucraineană (97,04%), existând în minoritate și vorbitori de rusă (2,01%).